# Зотто (герцог Беневентський)
Зотто або Зоттон, Зоттоне — військовий вождь (dux) лангобардів, який вважається засновником Беневентського герцогства у 571 році та його першим герцогом.
У серпні 570 він зі своїм загоном проник до Кампанії, перемігши візантійців, яким раніше належали ці землі. Поставив свій табір у Беневенто, яке стало столицею нового герцогства. У 581 без успіху намагався захопити Неаполь.
Як герцог був майже незалежний від короля лангобардів. Помер у 591, його престол спадкував племінник Арехіз.